# تیلورکرفت اوستر
تیلورکرفت اوستر (به انگلیسی: Taylorcraft_Auster) یک هواگرد از نوع ارتباطی ساخت شرکت Taylorcraft Aeroplanes (England) Limited است. این هواگرد در سال ۱۹۴۲ میلادی رسماً معرفی گردید. در مجموع، تعداد ۱٬۶۳۰ فروند از این هواگرد ساخته شده‌است.